# Sexto Sulpício Tértulo
Sexto Sulpício Tértulo foi um senador romano ativo em meados do século II. Ocupou o cargo de cônsul em 158 com Quinto Sacerdote como colega. Tértulo foi posteriormente governador proconsular da Ásia em 173/174. Ele é conhecido inteiramente por meio de inscrições.